# Francis E. Warren Air Force Base

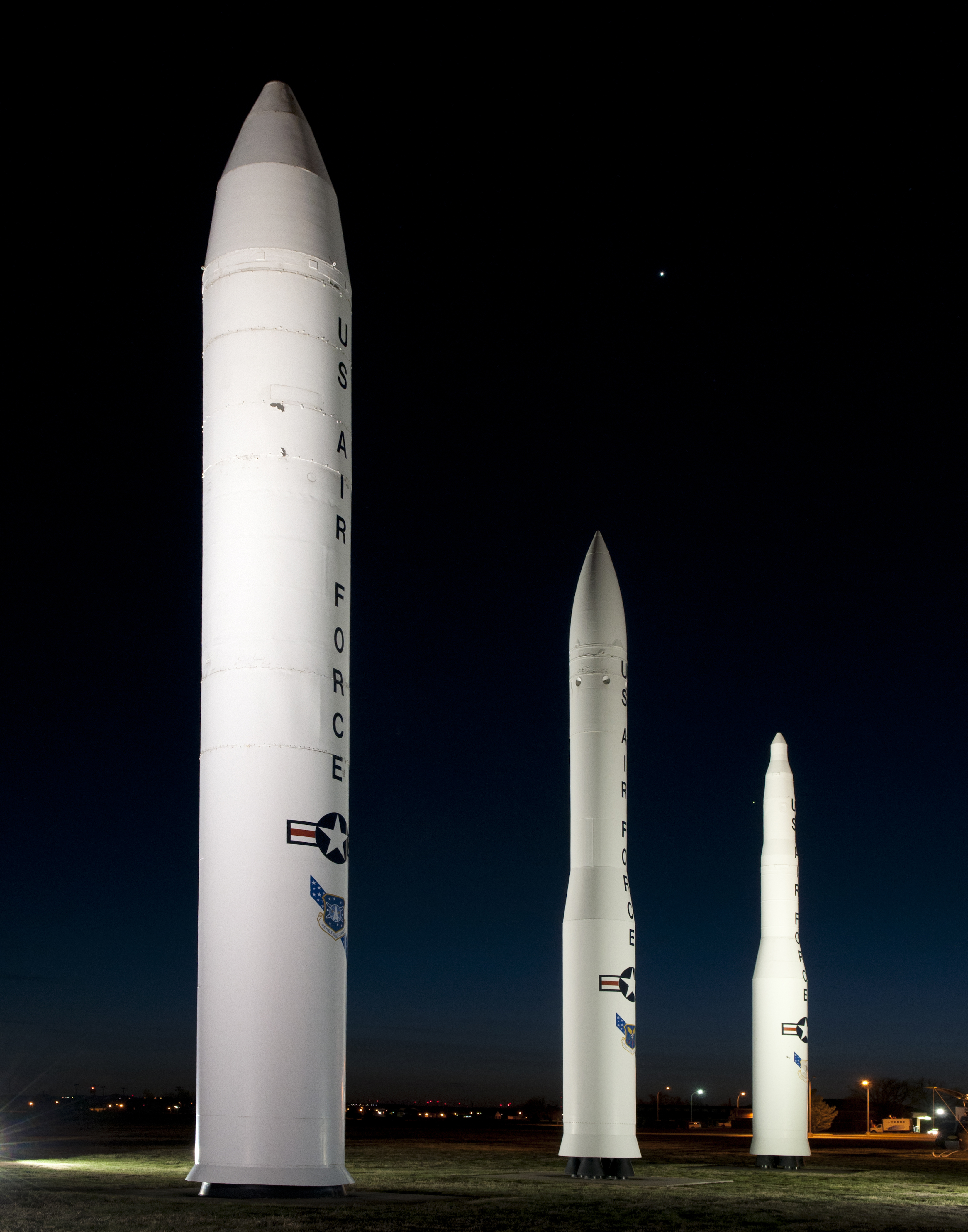
ICBM-missiler vid infarten till F.E. Warren-flygbasen.

Francis E. Warren Air Force Base är en bas tillhörande USA:s flygvapen, belägen omkring 5 kilometer väster om Wyomings delstatshuvudstad Cheyenne. Den är en av tre strategiska missilbaser i USA och är hemmabas för 90th Missile Wing och Twentieth Air Force under Air Force Global Strike Command. Härifrån kontrolleras alla flygvapnets ICBM-missiler. 
Ursprungligen grundades flygbasen 1867 som Fort D.A. Russell tillhörande U.S. Cavalry, för att skydda konstruktionen av den transamerikanska järnvägen förbi Cheyenne. Kavalleriet lämnade fortet 1927 och 1930 namngavs basen istället efter Wyomings första delstatsguvernör, Francis E. Warren. Sedan 1947 används basen av USA:s flygvapen.
Basen räknas administrativt som en census-designated place i Laramie County och hade 3 072 invånare vid 2010 års federala folkräkning.